# Валісе
Валісе (перс. وليسه) — село в Ірані, у дегестані Чіні-Джан, у Центральному бахші, шагрестані Рудсар остану Ґілян. За даними перепису 2006 року, його населення становило 275 осіб, що проживали у складі 85 сімей.

## Клімат
Середня річна температура становить 15,08 °C, середня максимальна – 28,91 °C, а середня мінімальна – 1,06 °C. Середня річна кількість опадів – 1134 мм.
| Клімат поселення                              | Клімат поселення | Клімат поселення | Клімат поселення | Клімат поселення | Клімат поселення | Клімат поселення | Клімат поселення | Клімат поселення | Клімат поселення | Клімат поселення | Клімат поселення | Клімат поселення | Клімат поселення |
| Показник                                      | Січ.             | Лют.             | Бер.             | Квіт.            | Трав.            | Черв.            | Лип.             | Серп.            | Вер.             | Жовт.            | Лист.            | Груд.            |                  |
| Середній максимум, °C                         | 10,08            | 10,21            | 12,45            | 17,98            | 22,06            | 26,11            | 28,91            | 28,71            | 25,76            | 21,62            | 17,11            | 12,81            |                  |
| Середня температура, °C                       | 5,57             | 5,71             | 7,92             | 13,47            | 17,56            | 21,61            | 24,62            | 24,40            | 21,48            | 17,31            | 12,81            | 8,50             |                  |
| Середній мінімум, °C                          | 1,06             | 1,19             | 3,43             | 8,96             | 13,05            | 17,10            | 20,31            | 20,10            | 17,16            | 13,00            | 8,50             | 4,20             |                  |
| Норма опадів, мм                              | 101              | 86               | 83               | 43               | 45               | 35               | 33               | 59               | 136              | 219              | 165              | 129              |                  |
| Середньомісячна швидкість вітру, м/с          | 2.40             | 2.50             | 2.50             | 2.40             | 2.40             | 2.58             | 2.60             | 2.31             | 2.16             | 2.10             | 2.07             | 2.22             |                  |
| Середньомісячна сонячна радіація, кДж/м²·день | 7107             | 9179             | 11068            | 15370            | 19551            | 21353            | 21985            | 18502            | 15047            | 10808            | 8661             | 6750             |                  |
| --------------------------------------------- | ---------------- | ---------------- | ---------------- | ---------------- | ---------------- | ---------------- | ---------------- | ---------------- | ---------------- | ---------------- | ---------------- | ---------------- | ---------------- |
| Джерело:                                      |                  |                  |                  |                  |                  |                  |                  |                  |                  |                  |                  |                  |                  |